# جان جیمز (ورزشکار)
جان جیمز (انگلیسی: John James؛ زادهٔ ۲۱ سپتامبر ۱۹۳۷) قایقران روئینگ اهل بریتانیا است.